# الصين اليوم
الصين اليوم (بالصينية: 今日中国)، سابقاً شاينا ريكونستركتس 中国建设 هي مجلة أسستها عام 1949 سونغ تشينغ-لينغ بالتعاون مع إسرائيل إبشتاين. تصدر بالصينية، العربية، الإنجليزية، الإسبانية، الفرنسية، والألمانية[ ؟ ]. تنشرها دار مجلة الصين اليوم التابعة للمجموعة الصينية للنشر الدولي. تعمل المجلة على نشر وجهة نظر إيجابية عن جمهورية الصين الشعبية وحكومتها. تم تغيير الاسم من شاينا ريكونستركتس إلى الصين اليوم في العام 1990.

## وصلات خارجية
- الصين اليوم الإصدار العربيّ